# Вавилон 5: Изгубените истории
„Вавилон 5: Изгубените истории“ (на английски: Babylon 5: The Lost Tales) е американски научнофантастичен филм от поредицата за Вавилон 5. Той е част от проект на сценариста на телевизионния сериал Дж. Майкъл Стразински, от който е създадена само първата част. Филмът прави премиерата си директно на DVD на 31 юли 2007 г. Главните роли се изпълняват от Брус Бокслайтнър, Трейси Скогинс и Питър Удуърд. „Изгубените истории: Гласове в мрака“ е последният филм на Дж. Майкъл Стразински, посветен на Вавилон 5.

## Сюжет
Действието се развива през 2271 г. и проследява две паралелно случващи се истории, главни герои в които са полковник Елизабет Локли и президента Джон Шеридан. В първата от тях Локли е изправена пред сериозен проблем, който може да се характеризира като паранормална дейност. В стремежа си да намери решение, тя вика християнски свещеник от Земята. Във втората история Техно - Магът Гейлън се свързва с Джон Шеридан и го предупреждава, че в бъдещето Земята ще бъде нападната от Сентарийския принц Винтари, който все още е дете. Президентът е изправен пред сериозна морална дилема, но в крайна сметка взима мъдро решение.